# Campeonato da Europa de Corta-Mato de 2018
O Campeonato da Europa de Corta-Mato de 2018 foi a  25º edição da competição organizada pela Associação Europeia de Atletismo no dia 9 de dezembro de 2018. Teve como sede a cidade de Tilburgo nos Países Baixos. Foram disputadas sete categorias com a presença de 555 atletas de 38 nacionalidades.

## Resultados
Esses foram os resultados do campeonato. 

### Sênior masculino 10.300 m
Individual
| Posição           | Atleta              | Nacionalidade | Tempo |
| ----------------- | ------------------- | ------------- | ----- |
| Medalha de ouro   | Filip Ingebrigtsen  | Noruega       | 28:49 |
| Medalha de prata  | Isaac Kimeli        | Bélgica       | 28:52 |
| Medalha de bronze | Aras Kaya           | Turquia       | 28:56 |
| 4                 | Kaan Kigen Özbilen  | Turquia       | 29:04 |
| 5                 | Napoleon Solomon    | Suécia        | 29:12 |
| 6                 | Yemaneberhan Crippa | Itália        | 29:14 |
| 7                 | Polat Kemboi Arıkan | Turquia       | 29:14 |
| 8                 | Adel Mechaal        | Espanha       | 29:20 |
| 9                 | Marc Scott          | Grã-Bretanha  | 29:21 |
| 10                | Seán Tobin          | Irlanda       | 29:22 |
| 11                | Daniele Meucci      | Itália        | 29:26 |
| 12                | Kristian Jones      | Grã-Bretanha  | 29:28 |
| 13                | Dewi Griffiths      | Grã-Bretanha  | 29:31 |
| 14                | Antonio Abadía      | Espanha       | 29:35 |
| 15                | Robin Hendrix       | Bélgica       | 29:36 |
| 16                | Daniel Mateo        | Espanha       | 29:40 |
| 17                | Charlie Hulson      | Grã-Bretanha  | 29:43 |
| 18                | Henrik Ingebrigtsen | Noruega       | 29:45 |
| 19                | Ole Hesselbjerg     | Dinamarca     | 29:46 |
| 20                | Nekagenet Crippa    | Itália        | 29:47 |

Equipe
| Posição           | Equipe                                                         | Pontos     |
| ----------------- | -------------------------------------------------------------- | ---------- |
| Medalha de ouro   | Turquia · Aras Kaya, Kaan Kigen Özbilen, Polat Kemboi Arıkan   | 3+4+7=14   |
| Medalha de prata  | Grã-Bretanha · Marc Scott, Kristian Jones, Dewi Griffiths      | 9+12+13=34 |
| Medalha de bronze | Itália · Yemaneberhan Crippa, Daniele Meucci, Nekagenet Crippa | 6+11+2=37  |
| 4                 | Espanha · Adel Mechaal, Antonio Abadía, Daniel Mateo           | 8+14+16=38 |

### Sênior feminino 8.300 m
Individual
| Posição           | Atleta                    | Nacionalidade | Tempo |
| ----------------- | ------------------------- | ------------- | ----- |
| Medalha de ouro   | Yasemin Can               | Turquia       | 26:05 |
| Medalha de prata  | Fabienne Schlumpf         | Suíça         | 26:06 |
| Medalha de bronze | Karoline Bjerkeli Grøvdal | Noruega       | 26:07 |
| 4                 | Susan Krumins             | Países Baixos | 26:16 |
| 5                 | Jip Vastenburg            | Países Baixos | 26:45 |
| 6                 | Elena Burkard             | Alemanha      | 26:53 |
| 7                 | Charlotte Arter           | Grã-Bretanha  | 26:57 |
| 8                 | Melissa Courtney          | Grã-Bretanha  | 26:59 |
| 9                 | Pippa Woolven             | Grã-Bretanha  | 27:02 |
| 10                | Jess Piasecki             | Grã-Bretanha  | 27:03 |
| 11                | Maureen Koster            | Países Baixos | 27:08 |
| 12                | Trihas Gebre              | Espanha       | 27:16 |
| 13                | Charlotta Fougberg        | Suécia        | 27:17 |
| 14                | Anna Gosk                 | Polónia       | 27:20 |
| 15                | Kate Avery                | Grã-Bretanha  | 27:20 |
| 16                | Liv Westphal              | França        | 27:20 |
| 17                | Marie Bouchard            | França        | 27:21 |
| 18                | Maja Møller Alm           | Dinamarca     | 27:22 |
| 19                | Fabienne Amrhein          | Alemanha      | 27:26 |
| 20                | Verity Ockenden           | Grã-Bretanha  | 27:30 |

Equipe
| Posição           | Equipe                                                          | Pontos      |
| ----------------- | --------------------------------------------------------------- | ----------- |
| Medalha de ouro   | Países Baixos · Susan Krumins, Jip Vastenburg, Maureen Koster   | 4+5+11=20   |
| Medalha de prata  | Grã-Bretanha · Charlotte Arter, Melissa Courtney, Pippa Woolven | 7+8+9=24    |
| Medalha de bronze | Alemanha · Elena Burkard, Fabienne Amrhein, Caterina Granz      | 6+19+25=50  |
| 4                 | França · Liv Westphal, Marie Bouchard, Aurore Guerin            | 16+17+37=70 |

### Sênior misto 5.800 m
Equipe
| Posição           | Equipe                                                                                     | Tempo |
| ----------------- | ------------------------------------------------------------------------------------------ | ----- |
| Medalha de ouro   | Espanha · Saúl Ordóñez, Esther Guerrero, Víctor Ruiz, Solange Andreia Pereira              | 16:10 |
| Medalha de prata  | França · Alexis Miellet, Renelle Lamote, Mahiedine Mekhissi-Benabbad, Johanna Geyer-Carles | 16:12 |
| Medalha de bronze | Bielorrússia · Artsiom Lohish, Ilona Ivanau, Siarhei Platonau, Volha Nemahai               | 16:21 |
| 4                 | Grã-Bretanha · Jamie Williamson, Alexandra Bell, Phil Sesemann, Jessica Judd               | 16:24 |
| 5                 | Ucrânia · Oleh Kayafa, Orysya Demyanyuk, Volodymyr Kyts, Iryna Bubnyak                     | 16:30 |
| 6                 | Suécia · Emil Blomberg, Hanna Hermansson, Elmar Engholm, Anna Silvander                    | 16:32 |
| 7                 | Bélgica · Ismael Debjani, Elise Vanderelst, Pieter-Jan Hannes, Sofie Van Accom             | 16:34 |
| 8                 | Letônia · Alberts Blajs, Līga Velvere, Ugis Jocis, Agata Strausa                           | 16:40 |
| 9                 | Irlanda · Paul Robinson, Síofra Cléirigh Büttner, John Travers, Claire Tarplee             | 16:40 |
| 10                | Portugal · Emanuel Rolim, Salomé Afonso, Paulo Pinheiro, Susana Francisco                  | 16:44 |
| 11                | Itália · Abdikadar Sheikh Ali, Eleonora Vandi, Ala Zoghlami, Giulia Aprile                 | 16:51 |
| 12                | Dinamarca · Nick Jensen, Dagmar Olsen, Andreas Holst Lindgreen, Laura Rosing Møller        | 17:02 |

### Sub-23 masculino 8.300 m
Individual
| Posição           | Atleta           | Nacionalidade | Tempo |
| ----------------- | ---------------- | ------------- | ----- |
| Medalha de ouro   | Jimmy Gressier   | França        | 23:37 |
| Medalha de prata  | Samuel Fitwi     | Alemanha      | 23:45 |
| Medalha de bronze | Hugo Hay         | França        | 23:48 |
| 4                 | Ryan Forsyth     | Irlanda       | 23:49 |
| 5                 | Patrick Dever    | Grã-Bretanha  | 24:05 |
| 6                 | Tariku Novales   | Espanha       | 24:05 |
| 7                 | Fabien Palcau    | França        | 24:06 |
| 8                 | Emile Cairess    | Grã-Bretanha  | 24:07 |
| 9                 | Louis Gilavert   | França        | 24:11 |
| 10                | Adrian Ben       | Espanha       | 24:12 |
| 11                | Stan Niesten     | Países Baixos | 24:13 |
| 12                | Simone Colombini | Itália        | 24:13 |
| 13                | Markus Görger    | Alemanha      | 24:17 |
| 14                | Dorian Boulvin   | Bélgica       | 24:19 |
| 15                | Amanuel Gergis   | Suécia        | 24:20 |
| 16                | Tadesse Getahon  | Israel        | 24:23 |
| 17                | Mahamed Mahamed  | Grã-Bretanha  | 24:24 |
| 18                | Yann Schrub      | França        | 24:25 |
| 19                | Oliver Fox       | Grã-Bretanha  | 24:25 |
| 20                | Mike Foppen      | Países Baixos | 24:29 |

Equipe
| Posição           | Equipe                                                         | Pontos     |
| ----------------- | -------------------------------------------------------------- | ---------- |
| Medalha de ouro   | França · Jimmy Gressier, Hugo Hay, Fabien Palcau               | 1+3+7=11   |
| Medalha de prata  | Grã-Bretanha · Patrick Dever, Emile Cairess, Mahamed Mahamed   | 5+8+17=30  |
| Medalha de bronze | Espanha · Tariku Novales, Adrian Ben, Amin Houkmi              | 6+10+26=42 |
| 4                 | Alemanha · Samuel Fitwi, Markus Görger, Davor Aaron Bienenfeld | 2+13+33=48 |

### Sub-23 feminino 6.300 m
Individual
| Posição           | Atleta             | Nacionalidade | Tempo |
| ----------------- | ------------------ | ------------- | ----- |
| Medalha de ouro   | Anna Emilie Møller | Dinamarca     | 20:34 |
| Medalha de prata  | Anna Gehring       | Alemanha      | 20:36 |
| Medalha de bronze | Weronika Pyzik     | Polónia       | 20:46 |
| 4                 | Chiara Scherrer    | Suíça         | 20:48 |
| 5                 | Célia Antón        | Espanha       | 20:57 |
| 6                 | Miriam Dattke      | Alemanha      | 20:58 |
| 7                 | Amy Griffiths      | Grã-Bretanha  | 21:04 |
| 8                 | Carmela Cardama    | Espanha       | 21:04 |
| 9                 | Poppy Tank         | Grã-Bretanha  | 21:05 |
| 10                | Mathilde Senechal  | França        | 21:06 |
| 11                | Eglė Morėnaitė     | Lituânia      | 21:07 |
| 12                | Marta García       | Espanha       | 21:13 |
| 13                | Yayla Kiliç        | Turquia       | 21:13 |
| 14                | Lisa Tertsch       | Alemanha      | 21:13 |
| 15                | Lea Meyer          | Alemanha      | 21:14 |
| 16                | Eilish Flanagan    | Irlanda       | 21:17 |
| 17                | Abbie Donnelly     | Grã-Bretanha  | 21:19 |
| 18                | Kristýna Dvořáková | Chéquia       | 21:22 |
| 19                | Rebecca Lonedo     | Itália        | 21:24 |
| 20                | Flavia Stutz       | Suíça         | 21:24 |

Equipe
| Posição           | Equipe                                                   | Pontos      |
| ----------------- | -------------------------------------------------------- | ----------- |
| Medalha de ouro   | Alemanha · Anna Gehring, Miriam Dattke, Lisa Tertsch     | 2+6+14=22   |
| Medalha de prata  | Espanha · Célia Antón, Carmela Cardama, Marta García     | 5+8+12=25   |
| Medalha de bronze | Grã-Bretanha · Amy Griffiths, Poppy Tank, Abbie Donnelly | 7+9+17=33   |
| 4                 | França · Mathilde Senechal, Leila Hadji, Emeline Delanis | 10+22+24=56 |

### Júnior masculino 6.300 m
Individual
| Posição           | Atleta              | Nacionalidade | Tempo |
| ----------------- | ------------------- | ------------- | ----- |
| Medalha de ouro   | Jakob Ingebrigtsen  | Noruega       | 18:00 |
| Medalha de prata  | Ouassim Oumaiz      | Espanha       | 18:09 |
| Medalha de bronze | Elzan Bibić         | Sérvia        | 18:11 |
| 4                 | Jake Heyward        | Grã-Bretanha  | 18:16 |
| 5                 | Simen Halle Haugen  | Noruega       | 18:18 |
| 6                 | Mohamed Mohumed     | Alemanha      | 18:27 |
| 7                 | Mohamed-Amine Kodad | França        | 18:28 |
| 8                 | Ayetullah Aslanhan  | Turquia       | 18:45 |
| 9                 | Nick Jäger          | Alemanha      | 18:47 |
| 10                | Valentin Bresc      | França        | 18:47 |
| 11                | Bram Anderiessen    | Países Baixos | 18:47 |
| 12                | Isaac Akers         | Grã-Bretanha  | 18:48 |
| 13                | Ramazan Baştuğ      | Turquia       | 18:48 |
| 14                | Matthew Willis      | Grã-Bretanha  | 18:49 |
| 15                | Tim Van De Velde    | Bélgica       | 18:53 |
| 16                | Darragh McElhinney  | Irlanda       | 18:53 |
| 17                | Marios Anagnostou   | Grécia        | 18:54 |
| 18                | Seán O'Leary        | Irlanda       | 19:01 |
| 19                | Ryan Oosting        | Países Baixos | 19:02 |
| 20                | Omar Ismail         | Suécia        | 19:02 |

Equipe
| Posição           | Equipe                                                         | Pontos     |
| ----------------- | -------------------------------------------------------------- | ---------- |
| Medalha de ouro   | Noruega · Jakob Ingebrigtsen, Simen Halle Haugen, Håkon Stavik | 1+5+22=28  |
| Medalha de prata  | Grã-Bretanha · Jake Heyward, Isaac Akers, Mathew Willis        | 4+12+14=30 |
| Medalha de bronze | Alemanha · Mohamed Mohumed, Nick Jäger, Dominik Müller         | 6+9+23=38  |
| 4                 | França · Mohamed-Amine Kodad, Valentin Bresc, Arthur Gervais   | 7+10+24=41 |

### Júnior feminino 4.300 m
Individual
| Posição           | Atleta            | Nacionalidade | Tempo |
| ----------------- | ----------------- | ------------- | ----- |
| Medalha de ouro   | Nadia Battocletti | Itália        | 13:46 |
| Medalha de prata  | Delia Sclabas     | Suíça         | 13:47 |
| Medalha de bronze | İnci Kalkan       | Turquia       | 13:48 |
| 4                 | Jasmijn Lau       | Países Baixos | 13:51 |
| 5                 | Amelia Quirk      | Grã-Bretanha  | 13:57 |
| 6                 | Carla Gallardo    | Espanha       | 13:58 |
| 7                 | Khahisa Mhlanga   | Grã-Bretanha  | 14:00 |
| 8                 | Emma O'Brien      | Irlanda       | 14:01 |
| 9                 | Sarah Healy       | Irlanda       | 14:03 |
| 10                | Famke Heinst      | Países Baixos | 14:04 |
| 11                | Grace Brock       | Grã-Bretanha  | 14:05 |
| 12                | Sibylle Häring    | Suíça         | 14:06 |
| 13                | Cari Hughes       | Grã-Bretanha  | 14:10 |
| 14                | Roos Blokhuis     | Países Baixos | 14:11 |
| 15                | Mariana Machado   | Portugal      | 14:12 |
| 16                | Cristina Ruiz     | Espanha       | 14:12 |
| 17                | Emine Akbingöl    | Turquia       | 14:16 |
| 18                | Elisa Palmero     | Itália        | 14:19 |
| 19                | Derya Kunur       | Turquia       | 14:22 |
| 20                | Anna MacFadyen    | Grã-Bretanha  | 14:22 |

Equipe
| Posição           | Equipe                                                         | Pontos     |
| ----------------- | -------------------------------------------------------------- | ---------- |
| Medalha de ouro   | Grã-Bretanha · Amelia Quirk, Khahisa Mhlanga, Grace Brock      | 5+7+11=23  |
| Medalha de prata  | Países Baixos · Jasmijn Lau, Famke Heinst, Roos Blokhuis       | 4+10+14=28 |
| Medalha de bronze | Turquia · İnci Kalkan, Emine Akbingöl, Derya Kunur             | 3+17+19=39 |
| 4                 | Suíça · Delia Sclabas, Sibylle Häring, Carolina Hernandez-Pita | 2+12+26=40 |

## Quadro de medalhas
| Ordem | País          | Medalha de ouro | Medalha de prata | Medalha de bronze | Total |
| ----- | ------------- | --------------- | ---------------- | ----------------- | ----- |
| 1     | Noruega       | 3               | 0                | 1                 | 4     |
| 2     | França        | 2               | 1                | 1                 | 4     |
| 3     | Turquia       | 2               | 0                | 3                 | 5     |
| 4     | Grã-Bretanha  | 1               | 4                | 1                 | 6     |
| 5     | Alemanha      | 1               | 2                | 2                 | 5     |
| 6     | Espanha       | 1               | 2                | 1                 | 4     |
| 7     | Países Baixos | 1               | 1                | 0                 | 2     |
| 8     | Itália        | 1               | 0                | 1                 | 2     |
| 9     | Dinamarca     | 1               | 0                | 0                 | 1     |
| 10    | Suíça         | 0               | 2                | 0                 | 2     |
| 11    | Bélgica       | 0               | 1                | 0                 | 1     |
| 12    | Bielorrússia  | 0               | 0                | 1                 | 1     |
| 12    | Polónia       | 0               | 0                | 1                 | 1     |
| 12    | Sérvia        | 0               | 0                | 1                 | 1     |
| Total | Total         | 13              | 13               | 13                | 39    |